# Petra Wanitschka
Petra Wanitschka (* 8. Dezember 1966 in Köln; † in der Nacht zum 1. September 2015) war eine deutsche Hörfunkmoderatorin.

## Leben
Petra Wanitschka wuchs in Köln auf und machte dort am Humboldt-Gymnasium ihr Abitur. Anschließend studierte sie an der Universität zu Köln Englisch, Spanisch und Deutsch.
Im Jahr 1985 begann sie bei WDR 2 zu moderieren, zwischen 1986 und 1990 war sie bei SWF3 zu hören. Ab 1992 war Wanitschka für drei Jahre als Moderatorin, Sprecherin und Reporterin bei der Deutschen Welle tätig. Zwischen 1995 und 2000 moderierte sie in der NDR-Jugendwelle N-Joy die Morgencrew. Von 2000 bis 2003 moderierte sie bei NDR 2.
Es folgte ein Abstecher ins Fernsehen, Wanitschka arbeitete als Reporterin und Realisatorin beim Regionalprogramm Hamburg Journal des NDR Fernsehens. Zwischen 2003 und 2010 war Wanitschka auf dem schleswig-holsteinischen Sender NDR 1 Welle Nord zu hören, bevor sie 2010 zum Schwestersender NDR 1 Radio MV nach Mecklenburg-Vorpommern wechselte. Dort moderierte sie zuletzt die Vormittagssendung Wanitschka bei der Arbeit.
Petra Wanitschka starb nach Angaben des Norddeutschen Rundfunks in der Nacht zum 1. September 2015 nach langer, schwerer Krankheit.